# Lake Providence
Lake Providence är administrativ huvudort i East Carroll Parish i Louisiana. Vid 2010 års folkräkning hade Lake Providence 3 991 invånare.